# Infiltrate•Destroy•Rebuild
Infiltrate•Destroy•Rebuild, (IDR), är CKY:s andra studioalbum som släpptes 24 september 2002.

## Låtar
1. "Escape From Hellview" – 3:42
2. "Flesh Into Gear" – 3:06
3. "Sink Into the Underground" – 2:58
4. "Attached at the Hip" – 2:59
5. "Frenetic Amnesic" – 3:21
6. "Shock & Terror" – 3:07
7. "Plastic Plan" – 3:55
8. "Inhuman Creation Station" – 4:08
9. "Sporadic Movement" – 2:43
10. "Close Yet Far" – 3:53